# MorphiuM (grupo musical)
Morphium son una banda de metal extremo procedente de Gerona, España.

## Historia
MorphiuM nacen en 2005 y en 2008 graban su primer álbum “La Era de la Decadencia”.
En 2011 MorphiuM son el fichaje de Roadrunner Records Spain y Música Global (Kaiowas Records / Mass Records), encargados de lanzar su álbum debut.
Su primer LP fue nombrado por los diferentes medios especializados uno de los mejores discos del año recibiendo críticas de 9,5 sobre 10.
Ese mismo año MorphiuM fue nombrado por la prensa musical grupo revelación de 2011 y emprendió una gira que les llevó a tocar a la otra punta del mundo tocando en Europa y América con bandas como: Megadeth, Fear Factory, Overkill, Moonspell, Kataklysm, Destruction, Brujería, All Shall Perish, Tristania, Dark Funeral.
El grupo vuelve del continente americano y entre enero y abril de 2012 emprenden una exitosa gira por la península ibérica; tras esta, empieza la producción de su segundo trabajo, "Crónicas de una Muerte Anunciada", y es registrado a finales de julio.
Finaliza el 2012 y el grupo publica para 2013 la salida de su nuevo disco, Crónicas de una muerte anunciada, con todos los actos promocionales correspondientes, y emprende una extensa gira en el continente americano que abarca los meses de mayo y junio donde comparte cartel con Anthrax, Motörhead, Suicidal Tendencies, In Flames, Six Feet Under, Exodus, Testament, Ill Niño, Suffocation.
La música de Morphium es difícil de catalogar ya que beben de diversas influencias que van desde el Metal más contundente y extremo pasando, por el Metal más melancólico y melodioso.

## Discografía

### Álbumes
- La era de la decadencia (2011)
- Crónicas de una Muerte Anunciada (2013)
- The Blackout (2016)
- The Fall (2021)